# アンジオテンシンI
アンジオテンシンI (英: Angiotensin I)とは、プロホルモンとして作用するデカペプチドである。血圧と水分バランスの維持に関与する、レニン・アンジオテンシン・アルドステロン系 (RAAS) に結合する。

## 構造
アンジオテンシンIの一次構造は、10個のアミノ酸 （H 2 N-Asp - Arg - Val - Tyr - Ile - His - Pro - Phe - His - Leu - COOH）で構成され、分子量は1296.49 Daである。

## 作用機序
生体内において、アンジオテンシンIはアンジオテンシノーゲンを基質としてレニンにより酵素的に形成される。それ自体はほとんど活性を持たず、アンジオテンシン変換酵素 (ACE) の存在下において血管収縮を引き起こすオクタペプチド、アンジオテンシンIIへと分割される。
アンジオテンシン変換酵素2 (ACE2) により切断され、アンジオテンシン-(1-9)へと代謝される経路もある。

## 歴史
アンジオテンシンは、I. H. Page によりもともとはアンジオトニンもしくはハイパーテンシンという名で1940年に初めて記載された。彼は肝臓形成されるアンギオテンシノーゲンが腎臓に由来する酵素、レニンの基質であることを発見し、その酵素反応の結果として、血管収縮および血圧上昇につながる物質が生成されることを見出した。その後、10年以上かかってレオナード・T・スケッグスによりアンジオテンシンが少なくとも2つの異なる物質の混合物であることが示された。